# باول غريفين
باول غريفين (بالإنجليزية: Paul Griffin)‏ هو عازف بيانو أمريكي، ولد في 6 أغسطس 1937 في نيويورك في الولايات المتحدة، وتوفي في 14 يونيو 2000.

## وصلات خارجية
- باول غريفين على موقع IMDb (الإنجليزية)
- باول غريفين على موقع ميوزك برينز (الإنجليزية)
- باول غريفين على موقع أول ميوزيك (الإنجليزية)
- باول غريفين على موقع ديسكوغز (الإنجليزية)